# Macabilito
Macabilito es una localidad del municipio de Huimanguillo ubicado en la subregión de la Chontalpa del estado mexicano de Tabasco.

## Geografía
La localidad de Macabilito se sitúa en las coordenadas geográficas 17°37′27″N 93°42′28″O / 17.624167, -93.707778, a una elevación de 22 metros sobre el nivel del mar.

## Demografía
Según el Conteo de Población y Vivienda 2020, efectuado por el Instituto Nacional de Estadística y Geografía, la localidad de Macabilito tiene 14 habitantes, de los cuales 8 son del sexo masculino y 6 del sexo femenino. Su tasa de fecundidad es de 3.6 hijos por mujer y tiene 5 viviendas particulares habitadas.
| Gráfica de evolución demográfica de Macabilito entre 1990 y 2020 |
|                                                                  |
| INEGI.                                                           |